# اگنس بلاکی (کرجی)
اگنس بلاکی (کرجی) (به انگلیسی: Agnes Blaikie (barque)) یک کشتی بود که طول آن ۱۱۶ فوت ۴ اینچ (۳۵٫۴۶ متر) بود. این کشتی در سال ۱۸۴۱ ساخته شد.